# Збірна Китайського Тайбею з футболу
Збірна Китайського Тайбею з футболу — представляє Тайвань на міжнародних футбольних змаганнях. Контролюється Футбольною асоціацією Китайського Тайбею. Вона ніколи не потрапляла на Чемпіонат світу з футболу. Станом на 3 квітня 2025 посідає 166-e місце у рейтингу футбольних збірних світу.

## Чемпіонат світу
- з 1930 по 1950 — не брала участь
- 1954 — знялась зі змагань
- 1958 — знялась зі змагань
- з 1964 по 1974 — не брала участь
- з 1978 по 2014 — не пройшла кваліфікацію

## Кубок Азії
- 1956 — не пройшла кваліфікацію
- 1960 — третє місце
- 1964 — знялась зі змагань
- 1968 — четверте місце
- 1972 — знялась зі змагань
- 1976 — вибула
- 1980 по 1988 — не брала участь
- 1992 по 2011 — не пройшла кваліфікацію